# Condado de Torre Velarde
El condado de Torre Velarde es un título nobiliario español, otorgado el 7 de junio de 1747 por el rey Fernando VI, a favor de Gaspar Quijano y Velarde, criollo de Lima, caballero de la Orden de Calatrava, capitán de mar y tierra.

## Condes de Torre Velarde
|                          | Titular                                          | Periodo                  |
| Creación por Fernando VI | Creación por Fernando VI                         | Creación por Fernando VI |
| ------------------------ | ------------------------------------------------ | ------------------------ |
| I                        | Gaspar Quijano y Velarde                         | 1747-                    |
| II                       | Gaspar Quijano y Tagle                           |                          |
| III                      | Agustín Quijano y Tagle                          |                          |
| IV                       | Antonio Alfonso Campuzano y Peralta              | 1806-                    |
| V                        | Francisco Gandarillas y Campuzano                | -1855                    |
| VI                       | Francisca de Paula Gandarillas y Díaz de Mendoza |                          |
| VII                      | Gilberto Quijano y de la Colina                  | 1920-                    |
| VIII                     | José Francisco Díaz de Vargas y Barahona         | 1963-                    |
| IX                       | Luis Díaz de Vargas y Durán                      | 1974-                    |
| X                        | Miguel Díaz de Vargas y Henríquez de Luna        | 2002-                    |